# Romantic Comedy
Romantic Comedy es una obra de teatro de Bernard Slade, que data de 1979. En España, fue estrenada en 1983 bajo el nombre de La chica del asiento de atrás.

## Argumento
Paul, es un excelente y prestigioso autor de teatro que el mismo día que va a casarse con su novia Lonik, recibe la visita de Penelope, una bella joven que le expone sus deseos de escribir teatro. Con el paso del tiempo, y gracias a la ayuda de Paul, Penelope se convertirá también en una aclamada autora teatral. Paul, que se ha enamorado locamente de ella, se divorciará de su mujer para poder permanecer a su lado, pero lo que no sabe es que Penelope también dispone de una relación con un joven e inconformista periodista llamado Leo.

## Representaciones destacadas
- Ethel Barrymore Theatre, Broadway, 8 de noviembre de 1979. Estreno mundial
  - Dirección: Joseph Hardy.
  - Intérpretes: Mia Farrow (Phoebe Craddock), Anthony Perkins (Jason Carmichael), Carole Cook (Blanche Dailey), Holly Palance (Allison St. James), Greg Mullavey (Leo Janowitz), Deborah May (Kate Mallory)
- Teatro Infanta Isabel , Madrid, 29 de septiembre de 1983.
  - Dirección: Arturo Fernández.
  - Escenografía: Fernando Viñas.
  - Intérpretes: Arturo Fernández, Victoria Vera sustituida por Lola Muñoz, Paula Martel, Trini Alonso.